# Martti Similä
Martti Iisakki Similä (9 avril 1898, Oulu - 9 janvier 1958, Lahti) est un pianiste finlandais, chef d'orchestre, compositeur, directeur de théâtre, chanteur et acteur. 

## Biographie
Encore étudiant, Similä a pris part à la Guerre civile finlandaise en 1918 du côté des blancs.
Martti Similä était le frère d'Aapo Similä, un ami proche de Jean Sibelius.
Similä a été le chef d'orchestre de l'Orchestre philharmonique d'Helsinki en 1945-1951, de l'Orchestre symphonique de Lahti en 1951-1957.
Il a composé, entre autres, des pièces orchestrales et il a également fait beaucoup d'arrangements pour la musique chorale et l'orchestre. Il a composé de la musique pour quarante-cinq films.